# Документ «Р»
«Документ „Р“» (рос. «Документ „Р“») — білоруський радянський художній фільм 1985 року режисера Валерія Харченка за однойменним романом Ірвінга Воллеса.

## Сюжет
Початок XXI століття. Реакційні і агресивні кола США прагнуть встановити в країні диктатуру, готують вбивство президента і введення в країні надзвичайного стану. Змову очолює директор ФБР...

## У ролях
- Освалдс Берзіньш
- Евальд Гермакюла
- Ромуалдс Анцанс
- Клара Бєлова
- Мікк Міківер
- Елле Кулль
- Хейно Мандрі
- Тину Луме
- Яніс Кайякс
- Валентин Клементьев
- Іта Евер
- Святослав Кузнєцов
- Рейн Арен

## Творча група
- Сценарій: Олександр Юровський
- Режисер-постановник: Валерій Харченко
- Оператор-постановник: Юрій Єлхов
- Композитори: Андрій Леденьов, Роман Леденьов